# Notocheiridae
Notocheiridae (Vleugelaarvissen) zijn een familie van straalvinnige vissen uit de orde van Koornaarvisachtigen (Atheriniformes).

## Geslachten
- Notocheirus H. W. Clark, 1937
- Iso D. S. Jordan & Starks, 1901